# شيبوته
شيبوته هي قرية تقع في إقليم ياش في رومانيا وبلغ عدد سكانها 5,820 نسمة في عام 2002.